# 루이스 산탈로
루이스 안토니오 산탈로 소르스(스페인어: Luis Antonio Santaló Sors, 카탈루냐어: Lluís Antoni Santaló i Sors 유이스 안토니 산탈로 이 소르스, 1911년 10월 9일 - 2001년 11월 22일)는 세계적인 명성을 얻은 스페인 및 아르헨티나의 기하학자이다.

## 생애
산탈로는 스페인의 마드리드 대학교를 졸업하고, 함부르크 대학교에서 적분기하학의 연구로 유명한 기하학자 빌헬름 블라슈케의 지도 하에 1936년 박사학위를 받았다. 이때 산탈로는 스페인인이었으나, 그 무렵 벌어진 스페인 내전을 이유로 1939년 아르헨티나로 망명하였다.
산탈로는 망명지인 아르헨티나의 국립 연안대학교(Universidad Nacional del Litoral), 국립 라플라타 대학교, 부에노스아이레스 대학교 등에서 교수로 재직하며 교육 및 연구에 매진하여 명성을 얻었다. 블라슈케의 영향을 받아 산탈로의 주 연구 분야는 적분기하학이었으나, 그밖에도 여러 수학 및 과학의 연구에 기여하였으며 많은 책을 썼다.

## 저작 목록
산탈로가 영어 및 스페인어로 쓴 주요 저작은 다음과 같다.
- 《적분기하학 개론》(Introduction to Integral Geometry , 1953)
- 《비유클리드 기하학》(Geometrias no Euclidianas, 1961)
- 《사영기하학》(Geometria proyectiva, 1966)
- 《적분기하학과 기하학적 확률론》(Integral Geometry and Geometric Probability, 1976)
- 《벡터와 텐서 및 응용》(Vectores y tensores con sus aplicaciones, 1977)